# Aghlabiden

Größte Ausdehnung der aghlabidischen Herrschaft

Die Aghlabiden (Banu al-Aghlab, arabisch بنو الأغلب, DMG Banū al-Aġlab, auch:arabisch الأغالبة al-Aghāliba, DMG Al-Aġāliba) waren eine arabische Dynastie, die von 800 bis 909 in Ifrīqiya regierte.

## Geschichte

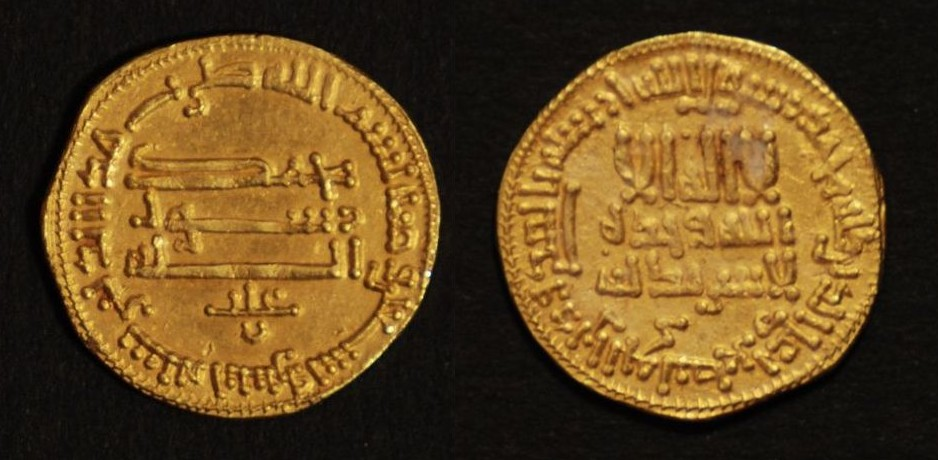
Aghlabidischer Dinar Ibrahims I. (808)

Um der Anarchie in der Provinz Ifrīqiya (Tunesien) nach dem Sturz der Muhallabiten gegen Ende des 8. Jahrhunderts entgegenzuwirken, ernannte der Kalif Hārūn ar-Raschīd Ibrahim I. ibn al-Aghlab zum erblichen Emir (800–812). Sein Herrschaftsgebiet umfasste das östliche Algerien, Tunesien, Tripolitanien, Sizilien, Malta, Sardinien und Süditalien. Zwar regierte er faktisch unabhängig, doch wurde die Oberherrschaft der Abbasiden auch unter seinen Nachfolgern immer anerkannt.
Als Residenz wurde außerhalb von Kairouan die Palaststadt Raqqada gegründet. Dies geschah auch, um der Opposition der malikitischen Rechtsgelehrten und Theologen zu entgehen, die den aghlabidischen Emiren einen gottlosen Lebenswandel vorwarfen. Außerdem lehnten sie die Ungleichbehandlung der muslimischen Berber ab. Zur Sicherung der Macht nach außen und innen wurden Grenzfestungen (Ribats) angelegt, u. a. in Sousse und Monastir.
Unter Ziyādat Allāh I. (817–838) kam es zu einer schweren Krise, als die arabischen Truppen 824 in Tunis rebellierten. Der Aufstand konnte erst 836 mit Hilfe der Berber unterdrückt werden. Um die unruhigen arabischen Truppen unter Kontrolle zu halten, begannen die Aghlabiden 827 unter dem Vorwand der Waffenhilfe für den byzantinischen Usurpator Euphemios mit der Eroberung des byzantinischen Sizilien unter Asad ibn al-Furāt. Die Eroberung kam nur langsam voran, und erst 902 konnten die letzten byzantinischen Stützpunkte besetzt werden. Von Sizilien aus wurden in der Folgezeit weite Teile Italiens durch Raubzüge geplündert. 846 erfolgte ein Angriff auf Rom, der zur Plünderung der Stadt und zur Zerstörung der Basilika St. Peter führte. Erst im 10. Jahrhundert konnten die Muslime wieder aus Italien verdrängt werden – die Aghlabiden verloren zunehmend die Kontrolle über die arabischen Truppen auf Sizilien und in Italien.
Das Aghlabidenreich erreichte unter Abu Ibrahim Ahmad (856–863) seinen Höhepunkt. Ifriqiya war auf Grund seiner blühenden Landwirtschaft eine bedeutende Wirtschaftsmacht. Die von den Römern übernommenen Bewässerungssysteme wurden weiter ausgebaut. Das Reich entwickelte sich zur Drehscheibe des Handels zwischen den islamischen Ländern sowie Italien und Byzanz, wobei vor allem der Sklavenhandel sehr gewinnbringend war. Kairouan wurde unter den Aghlabiden zum bedeutendsten Zentrum der Wissenschaft im Maghreb. Besonders Gelehrte der Theologie und des Rechts sowie Dichter versammelten sich in der Stadt.
Der Niedergang der Dynastie begann unter Abū Ishāq Ibrāhīm II. (875–902). So ging die Kontrolle über Kalabrien an Byzanz verloren, musste 882 ein Angriff der Tuluniden aus Ägypten abgewehrt und Aufstände der Berber in verlustreichen Kämpfen niedergeschlagen werden. Außerdem begann sich seit 893 unter den Kutāma-Berbern durch die Mission von Abū ʿAbdallāh asch-Schīʿī die Bewegung der schiitischen Fatimiden auszubreiten. Diese führten 909 auch den Sturz der Aghlabiden herbei.

## Bedeutung
Die Bedeutung der Aghlabiden liegt in der Einleitung einer Entwicklung zur Eigenstaatlichkeit Tunesiens. Außerdem setzten sie den orthodoxen sunnitischen Islam der malikitischen Rechtsschule in Ifriqiya weitgehend durch und verdrängten die Charidschiten aus diesem Teil des Maghreb.

## Herrscher
- Ibrahim I. ibn al-Aghlab (800–812)
- 'Abdallah I. ibn Ibrahim, Abu 'l-'Abbas (812–817)
- Ziyadat Allah I. ibn Ibrahim I., Abu Muhammad (817–838)
- al-Aghlab ibn Ibrahim I., Abu 'Iqal (838–841)
- Muhammad I. ibn al-Aghlab, Abu 'l-'Abbas (841–856)
- Ahmad ibn Muhammad I., Abu Ibrahim (856–863)
- Ziyadat Allah II. ibn Muhammad I. (863)
- Muhammad II. ibn Ahmad, Abu 'Abdallah  Abu 'l-Gharaniq  (863–875)
- Ibrahim II. ibn Ahmad, Abu Ishaq (875–902)
- 'Abdallah II. ibn Ibrahim II., Abu 'l-'Abbas (902–903)
- Ziyadat Allah III. ibn 'Abdallah II., Abu Mudar (903–909)